# Marika Domanski Lyfors
Marika Susan Domanski Lyfors, född Domanski 17 maj 1960 i Göteborg, är en svensk tidigare fotbollsspelare och fotbollstränare.
Som spelare vann Domanski Lyfors två SM-guld och tre cupguld med Jitex BK, och representerade även Gais i Damallsvenskan. Som tränare var hon 1996–2005 förbundskapten för Sveriges damlandslag i fotboll, som hon ledde till EM-silver 2001 och VM-silver 2003. Hon var 2007 förbundskapten för Kinas damlandslag i fotboll. Sedan dess har hon varit verksam som chef inom Svenska Fotbollförbundet.

## Biografi

### Spelarkarriär
Marika Domanskis moderklubb är Nödinge SK. Hon spelade åren 1975–1979 i Surte BK och gick 1980 till Jitex BK från Mölndal, där hon vann SM-guld 1981 och 1984 samt svenska cupen 1981, 1982 och 1984. Inför säsongen 1986 gick hon till Gais, där hon spelade i tre säsonger innan hon 1988 slutade spela fotboll.
Under sitt sista år i Gais tilldelades hon Hedersmakrillen som klubbens bästa spelare.

### Tränarkarriär
Efter den aktiva karriären började hon 1989 träna Tyresö FF i division II tillsammans med Gunilla Paijkull, samtidigt som hon var tränare för Sveriges flicklandslag. Hon tog säsongen 1990 upp klubben till division I, och två säsonger senare ledde hon Tyresö till kvalificering till damallsvenskan 1993. Hon slutade som tränare i klubben 1993.
Parallellt med sin tjänst i Tyresö var hon 1991–1993 förbundskapten för det svenska U20-damlandslaget. 1992 blev hon även assisterande förbundskapten för Sveriges damlandslag under Bengt Simonsson, och i september 1996 blev hon ny förbundskapten efter Simonsson. Vid hennes första landskamp som svensk förbundskapten vann Sverige med 1–0 mot Italien i Turin den 9 oktober 1996. Hon ledde sedan landslaget i nästan tio år, och ledde bland annat Sverige till silver i EM 2001 och VM 2003 innan hon lämnade över posten till sin assisterande tränare Thomas Dennerby.
2005 blev hon förbundskapten för Sveriges U21-damlandslag i fotboll, vilket hon var fram tills att hon i mars 2007 blev klar som förbundskapten för Kinas damlandslag i fotboll. Tanken var att hon, med Pia Sundhage som assisterande tränare, skulle satsa mot OS 2008, men i oktober 2007, efter att Kina åkt ut i kvartsfinalen mot Norge i VM 2007, slutade hon som tränare för Kina. Hon återvände därefter till Sverige och ett arbete som chef på fotbollsavdelningen inom Svenska Fotbollförbundet. Därigenom blev hon ansvarig för all tränar- och spelarutbildning, både på herr- och damsidan.

## Privatliv
Domanski Lyfors har en polsk far och en svensk mor. Hon var från 1989 och fram till makens död 2022 gift med Sveriges förre förbundskapten Ulf Lyfors. Hon medverkade i Sveriges Televisions dokumentära TV-serie Den andra sporten från 2013.
I maj 2024 meddelades att Domanski Lyfors hade drabbats av en elakartad och inoperabel hjärntumör. I december samma år valdes hon in i Svensk fotbolls Hall of Fame.